# عمود النصر (برلين)

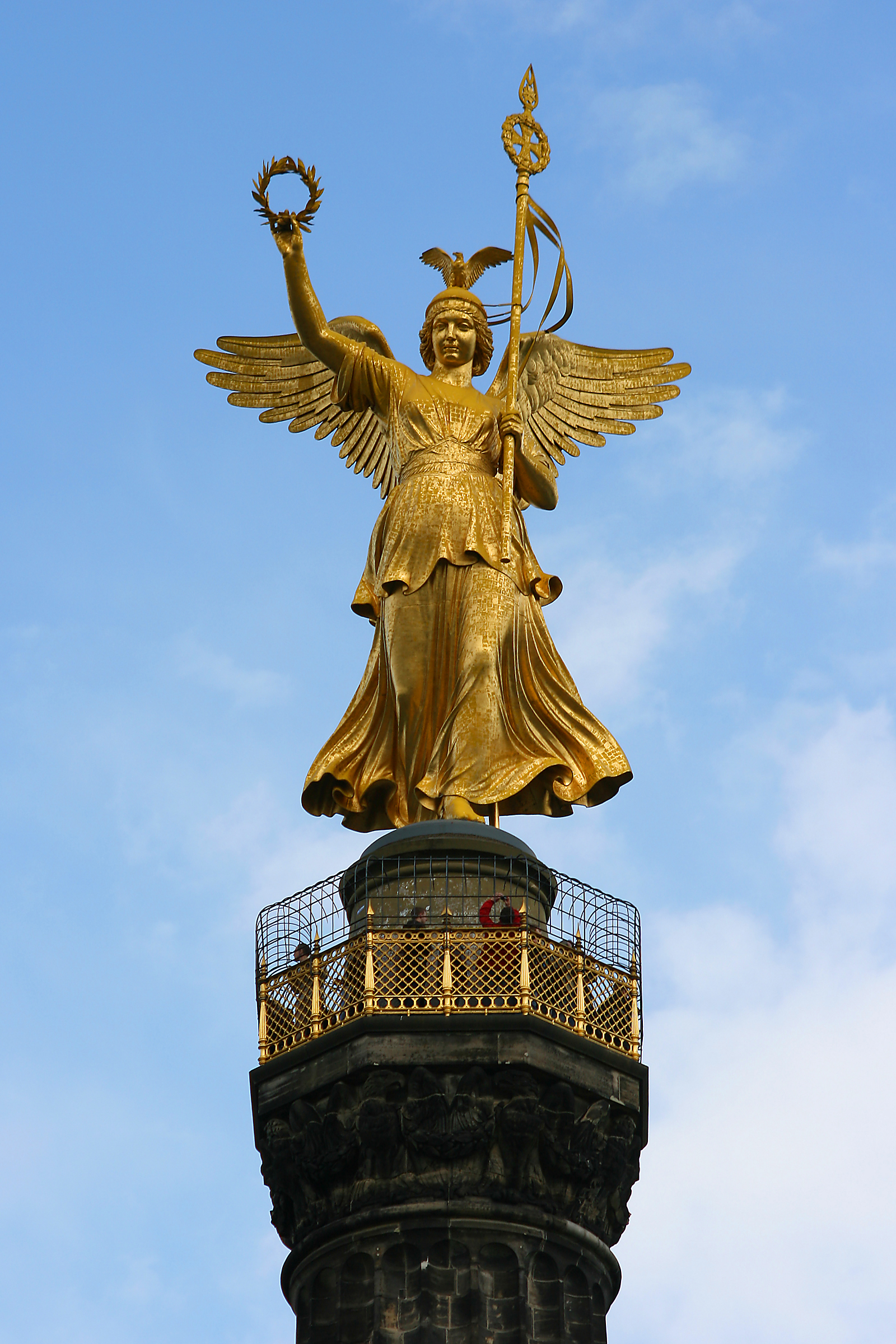
تمثال فكتوريا أعلى العمود

عمود النصر (بالألمانية: Siegessäule) هو النصب الشهير في برلين، عاصمة ألمانيا. صمم من قبل هاينريش ستراك بعد 1864 لتخليد ذكرى الانتصار البروسي في الحرب البروسية الدنماركية، في الوقت الذي افتتح في 2 أيلول 1873، كما فازت بروسيا في الحرب البروسية النمساوية (1866) وانتصرت على فرنسا في الحرب الفرنسية البروسية حرب (1870-71)، مما اعطى التمثال هدف جديد. وعلى عكس الخطط الأصلية، فإن هذه الانتصارات في وقت لاحق في حروب ما يسمى توحيد ألهم بالإضافة لتمثال برونزي لفيكتوريا، وارتفاع 8.3 متر وتزن 35 طنا، من تصميم مؤسسة فريدريش دريك. مع ولع لإعطاء الأسماء المستعارة على المباني الشهيرة، استدعاء Goldelse التمثال، وهذا يعني شيء من هذا القبيل «الذهبي ليزي» 

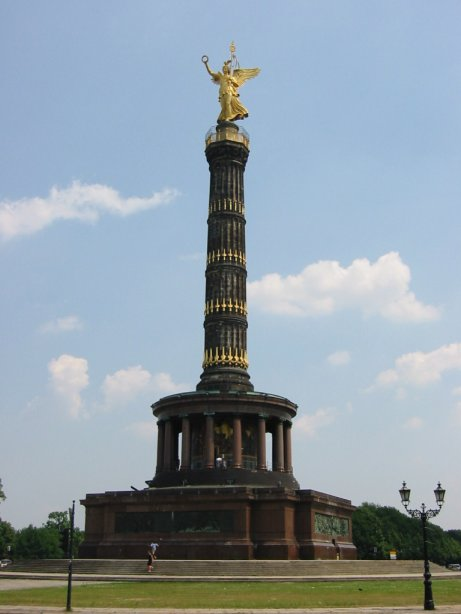
برلين، عمود النصر 2003

عمود النصر هي منطقة جذب سياحية لمدينة برلين، ويفتح يوميا: 9:30 صباحا—6:30 pm (أبريل—تشرين الأول)، إلى الساعة 9:30 صباحا—5:30 pm (نوفمبر—مارس).